# U50型柴油机车
U50型柴油机车是由美国通用电气公司为聯合太平洋鐵路研制的一种大功率柴油机车。

## 开发背景
聯合太平洋鐵路作为美国国内规模最大的铁路货运公司，对大功率铁路机车的需求可追溯至第二次世界大战之前的蒸汽机车时代。聯合太平洋鐵路首先在1936年引入4-6-6-4轴式的挑战者型蒸汽机车，至1940年代初又开始使用由美国机车公司生产的大男孩型蒸汽机车，这也是世界铁路史上尺寸最大的蒸汽机车。1950年代，聯合太平洋鐵路与美国机车公司、通用电气公司合作，开发了一系列大功率燃气轮机车以取代大男孩型蒸汽机车，创造出当时世界上输出功率和牵引力最大的铁路机车。
至1960年代初，由于石油和塑料工业的快速发展造成重油价格持续上涨，聯合太平洋鐵路希望订购新型大功率柴油机车以节省燃料成本。因此，根据聯合太平洋鐵路提出的技术要求，美国的三大铁路机车制造商各自研制了5000～5500马力等级的大功率干线货运柴油机车，分别为通用电气公司的U50型柴油机车、易安迪公司的DD35型柴油机车、美国机车公司的世纪855型柴油机车。

## 运用历史
首批三台U50型柴油机车于1963年10月交付联合太平洋铁路，机车编号为31～33；而第二批三台机车于1964年5月至6月交付南太平洋铁路，机车编号为8500～8502（后来变更为9950～9952）。南太平洋铁路的U50型柴油机车与联合太平洋铁路略有不同，主要差异在于具有司机室侧门和车体前端的额外两盏前照灯。
联合太平洋铁路通常将三台U50型柴油机车组成一组15000马力的超大功率柴油机车组来牵引重载货物列车。由于U50型柴油机车的可靠性优于DD35型和世纪855型柴油机车，因此联合太平洋铁路于1964年再次向通用电气公司订购20台U50型柴油机车，其中12台于1964年7月至9月期间交付，其余8台则于1965年5月至8月期间交付，这批增购机车的编号为34～53。
1973年至1974年间，联合太平洋铁路的U50型柴油机车陆续停运报废，并用于向通用电气公司折价贴换新的B30-7、C30-7型柴油机车。而南太平洋铁路的U50型柴油机车则一直运用到1977年才退役。。

## 技术特点
U50型柴油机车是在U25B型柴油机车的基础上设计制造的5000马力单节八轴柴油机车，实质上相当于两台结合在一起的U25B型柴油机车。这款机车采用传统的单司机室外走廊式车体结构，车体从前端至后端顺序布置有司机室、第一冷却室、第一动力室、第二动力室、第二冷却室， 车体两侧走廊的地板下方设有控制电器、蓄电池组、总风缸及沙箱等设备。为了承担巨大和沉重的上部车体结构，U50型柴油机车采用了B+B-B+B轴式配置，机车走行部为两台中间构架式四轴转向架，每台四轴转向架由两台二轴转向架和一个中间组合构架组成，车体重量通过两个组合构架平均坐落在四台二轴转向架上，组合构架的其中一端还装有排障器和车钩。
车上装有两台前后对称布置的柴油发电机组，两套机组完全相同且可独立工作。动力装置采用两台与U25B型柴油机车上相同的FDL16型柴油机，这是一款16气缸、四冲程、水冷式、涡轮增压的V型中速柴油机，额定功率为2×2500马力。柴油机的自由端和牵引发电机相连，另一端通过弹性联轴节和分配齿轮箱，驱动冷却风扇和离心式空气压缩机。每套机组负责驱动其中一个四轴转向架上的四台牵引电动机，U50型柴油机车使用直—直流电传动装置，柴油机直接驱动一台GT-598型直流牵引发电机，并将发出的直流电供给四台并联的GE-752型串励直流牵引电动机。机车还装有一台GY50型励磁机，用来供给牵引发电机励磁电流，并使牵引发电机具有恒功率励磁特性。